# Otto Reinhold Taube af Karlö
Otto Reinhold Taube af Karlö, född 27 november 1627, död 17 maj 1689, var en svensk landshövding.

## Biografi
Otto Reinhold Taube af Karlö föddes 1627. Han var son till översten Bernt Taube och Sofia Yxkull. Taube blev 1648 fänrik vid Livgardet, 1655 kapten och i november 1664 överste vid Upplands regemente. Han blev 6 februari 1665 överste för Viborgs läns regemente och 1666 kommendant i Dorpat. Taube blev senare landshövding i Dorpats län. Han avled 1689 och begravdes i Revals domkyrka, där hans huvudbaner sattes upp.

### Egendom
Taube ägde Lunia i Dorpats socken.

### Familj
Taube gifte sig 15 mars 1654 med Margareta Oxe, dotter till landshövdingen Erik Oxe och Margareta Lillie af Greger Mattssons ätt. de fick tillsammans barnen Eufrosyne Sofia Taube (1655–1704) som var gift med överstelöjtnanten och lantrådet Herman von Bellingshausen, tre söner, Hedvig Margareta Taube (1659–1686) som var gift med Otto von Mengden, Christina Elisabet Taube (död före 1700) som var gift med ståthållaren Gustaf Adolf Strömfelt, Catharina Ebba Taube som var gift med översten, friherre Hans Henrik Rehbinder och Helena Renata Taube (1665–1746) som var gift med generalmajoren, friherre Carl Fredrik von Mengden.